# Кротовина

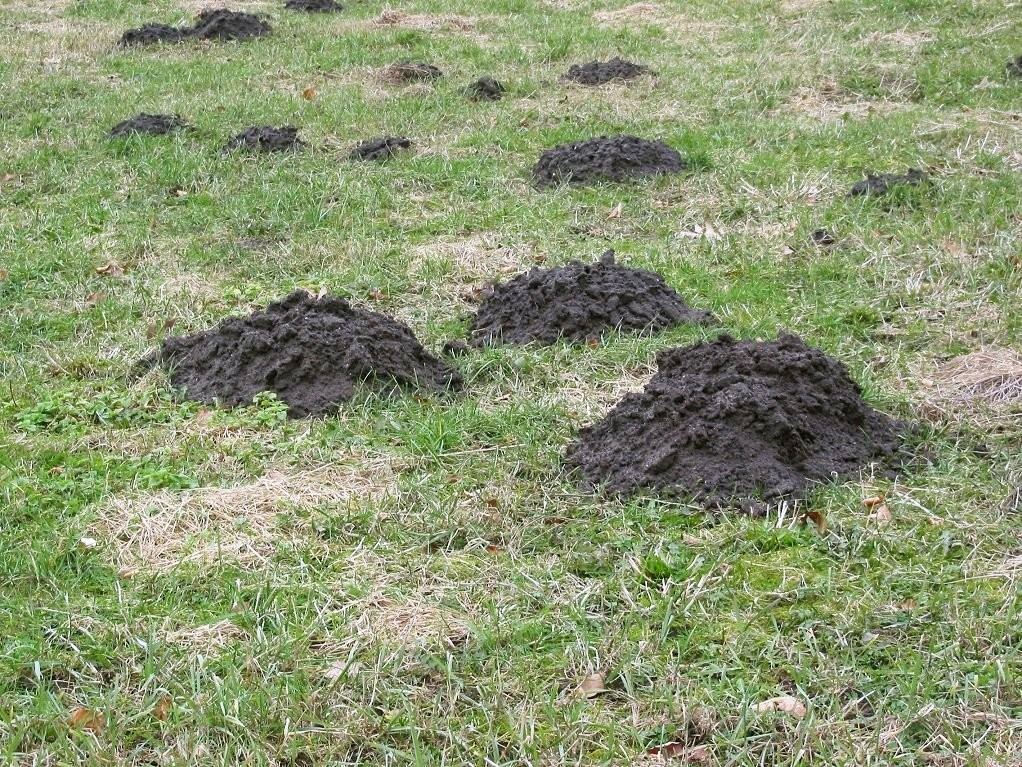
Кротовини

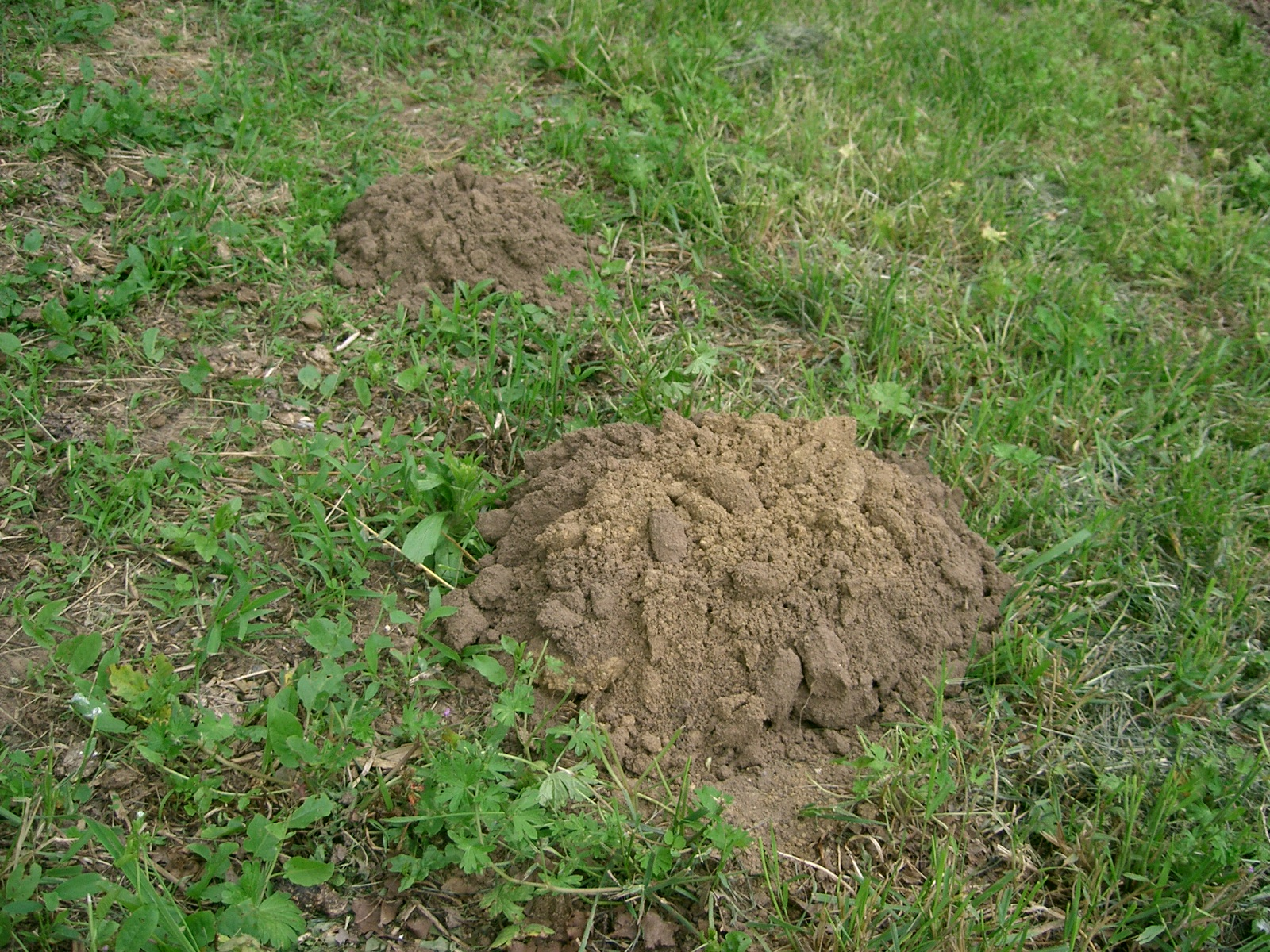
Кротовина

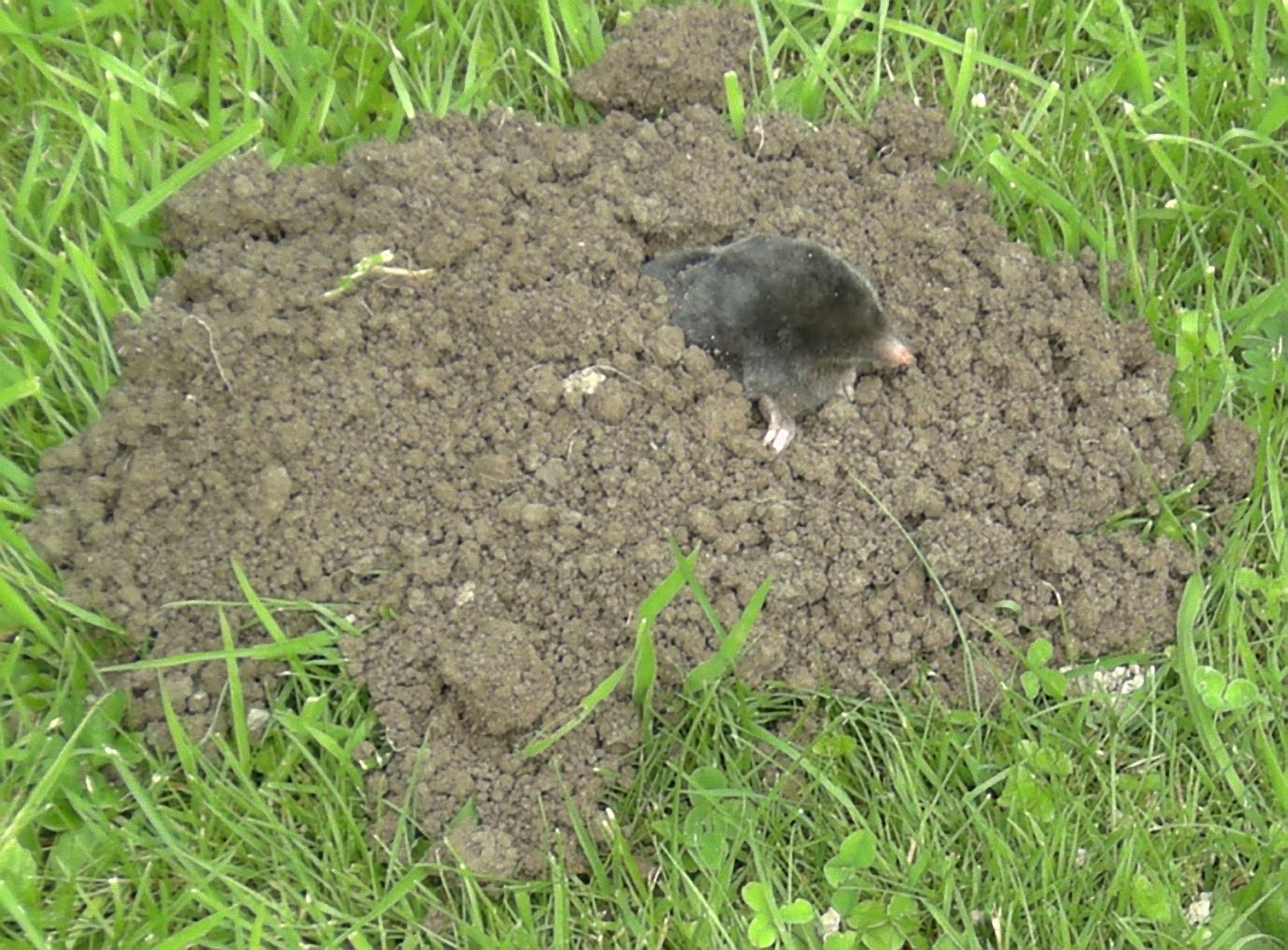
Кріт в своїй кротовині // фото Stefan Didam

Кротовина в долині Інгулу (Україна, Кіровоград) // фото Андрія О. Домаранського

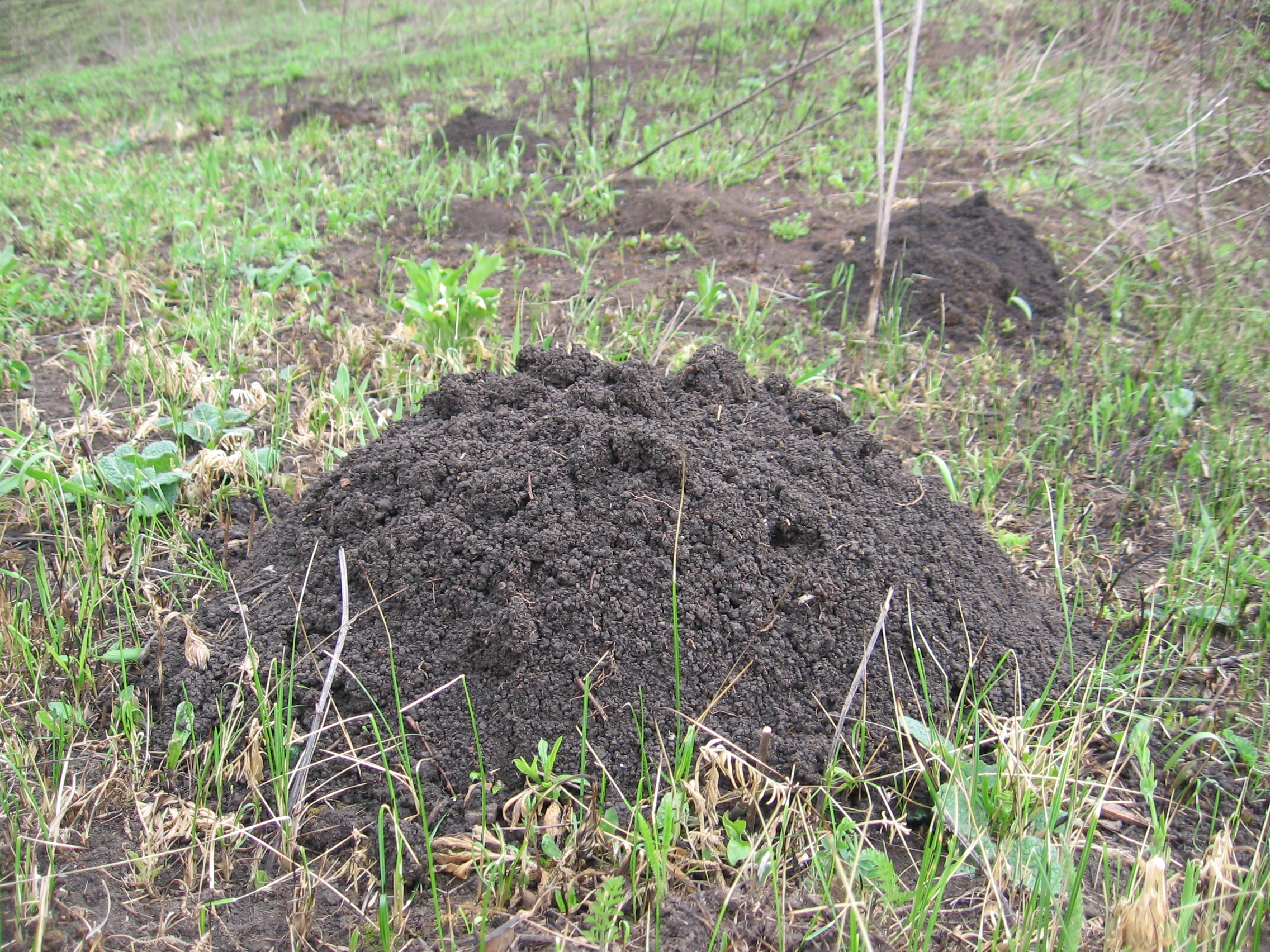
Кротовина // фото В. С. Білецького

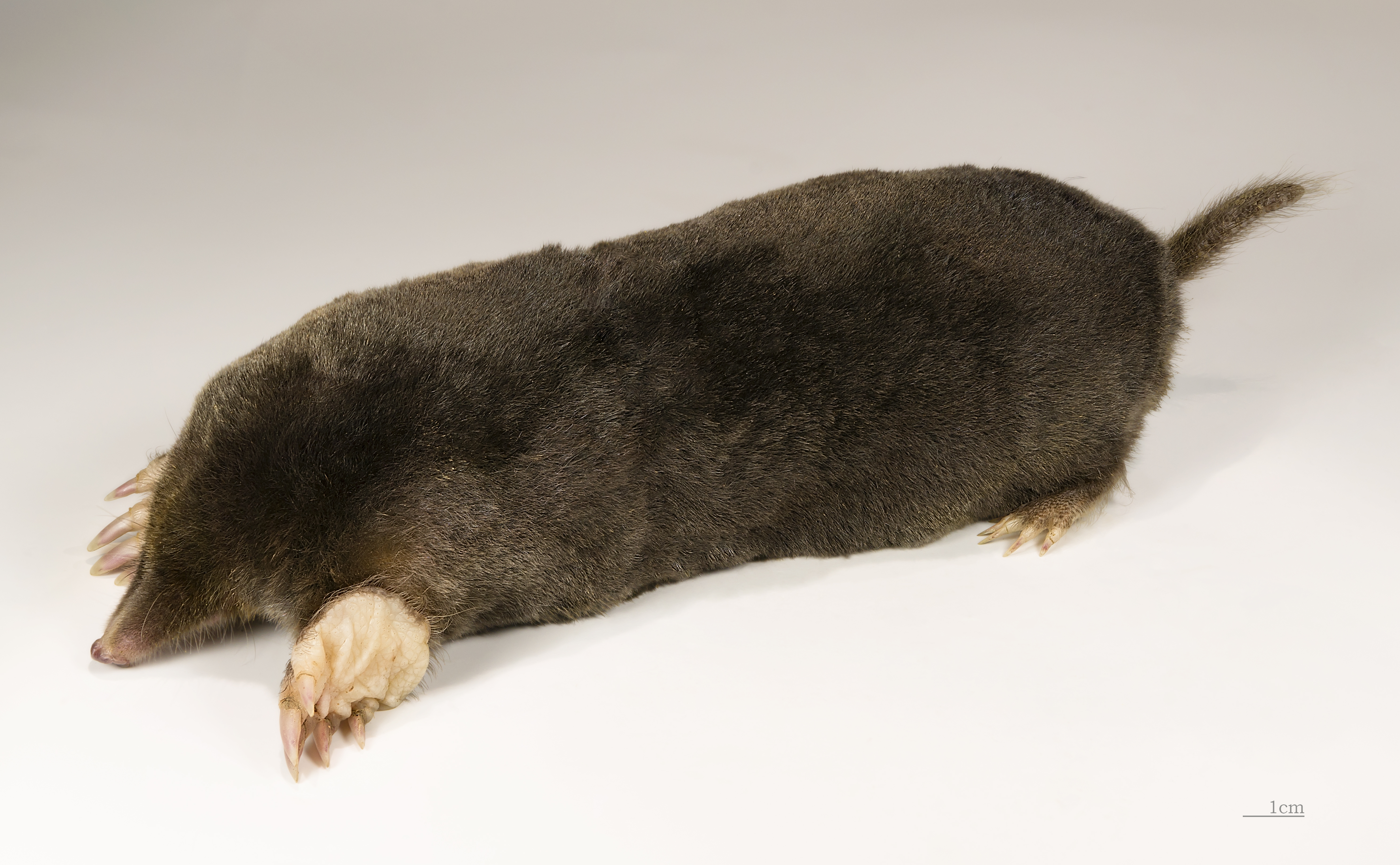
Кріт європейський // фото User: Zoph

Кротовини — порівняно невеликі куполоподібні горбки чи насипи у формі зрізаних конусів, утворені внаслідок акумуляції крихких гірських порід тваринами родини Talpidae (кротові). Кротовини — одні з найпоширеніших форм біогенного рельєфу. Місця наявності великої кількості кротовин називають кротовинними полями.

## Утворення кротовин
Утворення кротовин пов'язане зі здатністю тварин родини кротових (кроти, хохулі та ін.) вигортати на денну поверхню маси ґрунтів чи гірських порід під час прокладання підземних ходів кормового чи житлового призначення. На відміну від деяких тварин з подібними повадками (скажімо, сліпаків (Spalax)), кротові викопують підземні порожнини лапами, а не зубами.

## Ідентифікаційні ознаки кротовин
- додатня конфігурація у просторі;
- наявність в центральній частині горбка — невеликого отвору, що веде під землю;
- приуроченість до місць з достатнім рівнем зволоження (річкових долин, днищ балок, лісів тощо);
- поширення групами по кілька кротовин (часто — у формі своєрідних ланцюгів, де горбки розташовані на однаковій відстані один від одного);
- як правило, кротовини розташовані у межах форм рельєфу з майже горизонтальною поверхнею (заплави чи тераси річок, вологі плакори, днища балок, лощини тощо);
- на відміну від інших форм біогенного рельєфу подібних за виглядом (як-от мишоловок чи мурашників), кротовини складені виключно ґрунтами чи крихкими осадовими породами (глини, піски, леси) і не містять навмисно принесених гілок, трави чи плодів рослин.

## Просторові параметри кротовин
- висота — кілька десятків сантиметрів (пересічно, 40—50 см);
- ширина — кілька десятків сантиметрів (найчастіше, 40—50 см);
- конфігурація — округла;
- профіль — куполоподібний чи у формі зрізаного конуса.

## Просторове поширення кротовин
Поширення кротовин, природно збігається з ареалами існування тварин родини Talpidae (кротові), що замешкують простори обох півкуль від бореальних хвойнолісових до субтропічних чагарникових ландшафтів. У меншому вимірі, приурочені до місць, де з тих чи інших причин виникає достатній вміст вологи в ґрунтах: пониження рельєфу, де збираються стічні води зі схилів (долини річок, балки, лощини); плакори в гумідних (але не заболочених) ландшафтах помірних широт; ділянки недостатньо вологих ландшафтів, які вкриті лісовою рослинністю (ліси на плакорах лісостепу, степові байраки і лісосмуги тощо).